# アウグスト・デ・ブラガンサ
アウグスト・デ・サクセ＝コブルゴ＝ゴタ・イ・ブラガンサ（Augusto de Saxe-Coburgo-Gotha e Bragança, Duque de Coimbra, 1847年11月4日 - 1889年9月26日）は、ポルトガルの王族。ブラガンサ家（ブラガンサ＝コブルゴ家）の成員。女王マリア2世とその王配フェルナンド2世の間の第五王子。

## 生涯
正式な洗礼名はアウグスト・マリア・フェルナンド・カルルシュ・ミゲル・ガブリエル・ハファエル・アグリコラ・フランシスコ・デ・アシス・ゴンザーガ・ペドロ・デ・アルカンタラ・ロヨラ（Augusto Maria Fernando Carlos Miguel Gabriel Rafael Agrícola Francisco de Assis Gonzaga Pedro de Alcántara Loyola）。
王家の末子だったが、1861年冬に長兄ペドロ5世、三兄ベージャ公ジョアン、四兄フェルナンドがコレラに罹って相次いで早世すると、新王に即位した次兄ルイシュ1世の唯一の弟として王位の推定相続人に指名され、1863年ルイシュ1世に長男カルロス王太子が誕生するまでその地位にあった。
1875年コインブラ公に叙爵された他、父方の血統からザクセン＝コーブルク＝ゴータ公子及びザクセン公爵の称号も有した。ポルトガル陸軍に所属し、師団長を務めた。1889年独身のまま41歳で死去、遺体はブラガンサ王室霊廟に安置された。

## 引用・脚注
1. ↑  1944年版『ゴータ年鑑（英語版）』ではザクセン＝コーブルク・ウント・ゴータ公家の男系男子として記載されている。しかし、1838年ポルトガル憲法（1838 Portuguese constitution）第1章第1条第5項では「最も静穏なるブラガンサ家こそがポルトガルの統治者家門であり、同家は女王マリア2世陛下の人格［法人格・自然人格］を通じて継続される」と定められていた。そのため、マリア2世とフェルナンド2世の子孫は、公式にはブラガンサ家に属する形となった。
2. ↑   The Gentleman's Magazine. 1862. p. 223
3. ↑   Almanach de Gotha. (1888). p. 61